# 齐头绒
齐头绒（学名：[Zippelia begoniifolia] 错误：{{Lang}}：文本有斜体标记（帮助））为胡椒科齐头绒属下的一个种。其种加词“begoniifolia”意为“叶形似秋海棠属植物的”。